# Julie Grønlund
Julie Marie Grønlund (2. april 1922 i København – 13. september 1999) var en dansk skuespiller.
Grønlund blev uddannet fra Frederiksberg Teater i 1947 og kom efterfølgende til Aarhus Teater, hvor hun var til 1949. Senere spillede hun revy hos Stig Lommer og var tilknyttet Aalborg Lille Scene 1956–1957

## Filmografi
- Ta' Pelle med (1952)
- Arvingen (1954)
- Min datter Nelly (1955)
- Kispus (1956)
- Hvad vil De ha'? (1956)
- Den store gavtyv (1956)